# Heinrich Spanuth
Heinrich Spanuth (* 16. Juni 1873 in Hannover; † 25. Oktober 1958 in Hameln) war ein deutscher Religionspädagoge und Historiker. Er gilt als einer der wichtigsten Erforscher der Rattenfängersage sowie der Geschichte der Stadt Hameln.

## Leben
Seine Eltern waren der Schulenburger Pastor (1883–1911) Peter Heinrich Friedrich „August“ Spanuth (1845–1915) und Maria Margarete „Grete“, geb.  Hache (–1949). Die Großeltern waren Heinrich Wilhelm Spanuth (1811–1872) und  Sophie Wilhelmine Katharine, geb. Volker (1819–). Die Jüngeren seiner acht Geschwister waren Gottfried Spanuth (1882–1965) und Friedrich Spanuth (1886–1976). Mit Gottfried erstellte er 1912 erstmals das Stamm Buch der Familie Span Uth.
Spanuth besuchte das Gymnasium Andreanum in Hildesheim und studierte danach Theologie und Philosophie an den Universitäten Göttingen und Marburg. Nach Bestehen der theologischen und Rektorprüfung im Jahre 1900 wurde er Rektor in Dorum und Eldagsen. Im Jahr 1906 wurde er als Oberlehrer an das Lehrerinnenseminar der Viktoria-Luise-Schule in Hameln berufen. Nach weiteren Studien in Geschichte und Deutsch und der Lehramtsprüfung in Religion, Hebräisch und Geschichte, übernahm Spanuth im Jahr 1911 nach dem Tod des Schulleiters zunächst stellvertretend, am 16. April 1912 als neuer Oberlyzealdirektor die Leitung der Schule. Er leitete die Schule bis zum 10. März 1933, als er aus politischen Gründen in den vorzeitigen Ruhestand versetzt wurde.
Seitdem widmete er sich ganz der Erforschung der Stadt- und Heimatgeschichte, im Besonderen der Untersuchung der Rattenfängersage. In den 1930er und 1940er Jahren verwaltete er das Stadtarchiv Hameln und leitete mehrere Abteilungen des Heimatmuseums. Zudem fungierte er als Pfleger für Bodendenkmaltümer und war Mitglied der Historischen Kommission für Niedersachsen sowie Ehrenmitglied des Heimatbundes Niedersachsen. Im Jahre 1956 erhielt Heinrich Spanuth das Bundesverdienstkreuz 1. Klasse.

### Die Rattenfängersage
Im Jahr 1936 fand Spanuth in einer Lüneburger Handschrift die älteste, in lateinischer Prosa gefasste Beschreibung des Rattenfänger-Geschehens aus der Zeit um 1430/50.
Nach jahrelanger Beschäftigung mit der Sage verfasste er 1951 (im Alter von 78 Jahren) die Schrift Der Rattenfänger von Hameln: Vom Werden und Sinn einer alten Sage, die von der Universität Göttingen als Dissertation angenommen wurde und zu seiner Promotion führte.

## Werke
- Präparationen für den evangelischen Religionsunterricht, 6. Auflage 1917
- Die Gleichnisse Jesu für den Unterricht, Verlag Zickfeldt Osterwieck 1918
- Das Leben Jesu und die Geschichte der Urapostel und des Paulus (Mitwirkung), Verlag Zickfeldt Osterwieck 1920
- Was wissen wir von Jesus?, Vandenhoeck & Ruprecht Göttingen 1926
- Legenden und fromme Lieder zur heiligen Geschichte, Vandenhoeck & Ruprecht Göttingen 1928
- Arbeitsbuch zur Bibelkunde für die Mittelstufe der Vollanstalten, Vandenhoeck & Ruprecht Göttingen 1926
- Vorbereitungen für den evangelischen Religionsunterricht, Verlag Zickfeldt Osterwieck
- Religion und Leben, Vandenhoeck & Ruprecht Göttingen
- Abschließende Bibelkunde, Vandenhoeck & Ruprecht Göttingen
- Mitherausgeber der Arbeitshefte für den evangelischen Religionsunterricht

- Biblische Geschichten und Bilder aus der Geschichte des Christentums, Göttingen 3.: 1929, 4.: 1932
- Das Leben Jesu aufgrund der synoptischen Evangelien für den Religionsunterricht deutsch und evangelisch geschaut, 1936
- Geschichte der Stadt Hameln, Seifert Hameln 1955
- 400 Jahre Stiftsherrnhaus Hameln, C. W. Niemeyer Hameln, 1958
- Baudenkmäler und historische Stätten in Hameln, C. W. Niemeyer Hameln 1971 (4. Auflage)
- Der Rattenfänger von Hameln: Vom Werden und Sinn einer alten Sage, Dissertation, C. W. Niemeyer Hameln 1951, 4. Auflage 1985, ISBN 3-87585-073-4
- Spanuth's Führer durch die Rattenfängerstadt Hameln, Neuauflage 1986, ISBN 3-87585-039-4